# Santa Esperansa
Santa Esperansa (en rus Санта Эсперанса) és una pel·lícula soviètica del 1979 del director xilè Sebastián Alarcón. La trama està inspirada en la història de la vida dels presoners del camp de concentració de Chacabuco, establert a Xile poc després del cop d'estat de l'11 de setembre de 1973 d'Augusto Pinochet. La pel·lícula continua amb el tema de Notx nad Txili (Nit sobre Xile, 1977), el primer llargmetratge d'Alarcon, juntament amb Aleksandr Kosarev, aquest cop per primera vegada dirigint-lo ell mateix.

## Sinopsi
Al lloc d'un assentament obrer abandonat situat al desert als peus dels Andes en un país sud-americà sense nom, la Junta va crear el camp de concentració de presos polítics "Santa Esperanza". Les 120 persones que hi contenen tenen una visió de la vida molt diferent, però per fugir d'allà o, almenys, fer-los saber la seva existència en aquest refugi completament separat del món exterior, es veuen obligats a unir-se. En particular, Felisando, nomenat sènior a la caserna, hi contribueix de totes les maneres possibles, intentant aplicar el coneixement de la zona a l'ancià Don Lorenzo, que ha viscut en aquell poble gairebé tota la vida.
Es frustren dos intents d'escapada, però al final els presos aconsegueixen endevinar el moment i accedir a l'emissora de ràdio, cosa que permet Felisando informar a l'organització clandestina de la que n'era membre de l'existència del camp. Però, tot i això, els esforços són en va: els revoltats que s'han instal·lat a l'edifici de l'emissora de ràdio són assassinats durant el seu assalt pels soldats de la guarnició del camp, la revolta es suprimeix i els presoners supervivents són transportats a un altre camp, deixant Santa Esperança de nou buida.

## Repartiment
- Borislav Brondukov 	... 	Nepomuceno
- Pavel Kadotxnikov 	... 	Don Lorenzo
- Ievgeni Leonov-Gladixev ... 	Miguel Ángel
- Vladimir Lomizov
- Laimonas Noreika 	... 	Felisando
- Vladimir Tikhonov 	... 	Pablo Kanepi
- Margarita Terekhova 	... 	Isabel

## Producció
A principis de 1977, Sebastian Alarcón va expressar les seves intencions de fer una pel·lícula sobre el camp de presoners polítics de Santa Esperança, similar als camps reals organitzats a Xile. Segons Alarcon, quan treballaven en el guió de la pel·lícula, juntament amb Vladimir Amlinski, van utilitzar una gran base documental, a més, Alarcon va consultar en diverses ocasions els líders del moviment antifeixista xilè (inclòs Luis Corvalán), que tenien la seva pròpia experiència d'estar en camps similars als descrits a la pel·lícula.
El rodatge va tenir lloc el 1978 a les muntanyes properes a Koktebel, a Crimea.
La pel·lícula es va convertir en la primera gran obra cinematogràfica de l'acrobàtic Alexander Inxakov, que va participar en la seva creació com a intèrpret i com a director de trucs per invitació del popularitzador soviètic del karate Aleksei Xturmin.
Segons Inxakov, la seva carrera cinematogràfica es va veure impulsada pel seu coneixement al plató de Santa Esperansa amb l'ajudant dels actors Galina Babitxeva.

## Premis
La pel·lícula va ser guardonada amb un diploma honorífic al VIII Festival Internacional de Cinema de la Llibertat i la Revolució a la ciutat iugoslava de Sopot